# Rafael del Riego

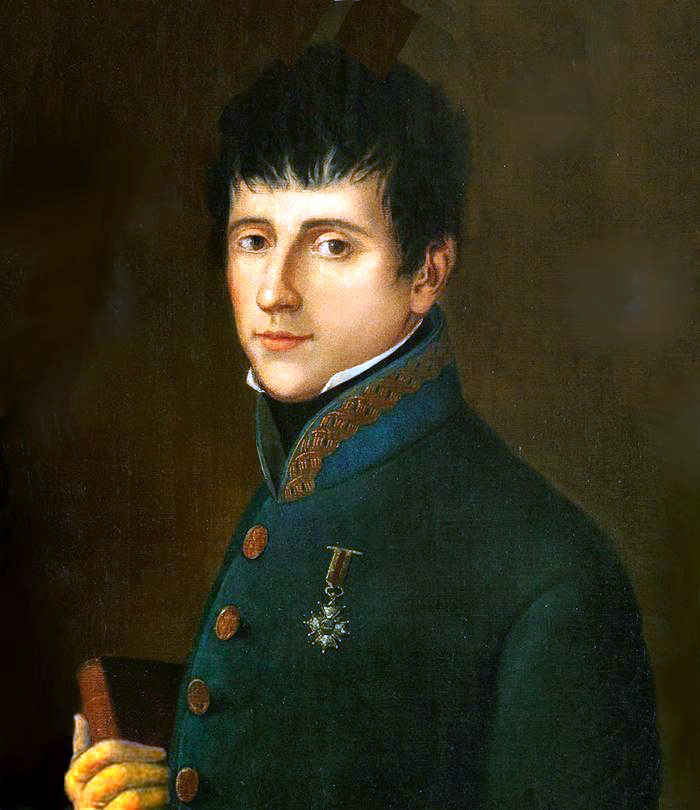
Detaliu dintr-un portret anonim al lui Rafael del Riego (secolul al XIX-lea).

Rafael del Riego y Flórez (n. 7 aprilie 1784, Tuña⁠(d), Asturia, Spania – d. 7 noiembrie 1823, Madrid, Madrid⁠(d), Spania) a fost un general spaniol politic și liberal, care a jucat un rol-cheie în declanșarea Triennium liberal (Trienio liberal în spaniolă). 

## Tinerețe
Riego s-a născut la 9 aprilie 1784  (conform altor surse 24 noiembrie 1785) în Tineo, în Asturias . După absolvirea Universității din Oviedo în 1807, s-a mutat la Madrid, unde s-a alăturat armatei. 

## Războiul peninsular
În 1808, în timpul Războiului de Independență spaniol, a fost luat captiv de francezi și încarcerat în El Escorial, de unde a scăpat în cele din urmă. 
La 10 noiembrie a luat parte la bătălia de la Espinosa de los Monteros, după care a fost din nou luat prizonier. Trei zile mai târziu a fost trimis în Franța și după ce și-a schimbat numele în „Riego” (fără „del”), în cele din urmă a fost eliberat. A călătorit în jurul Angliei și al statelor germane, iar în 1814 s-a întors în Spania chiar înaintea desființării Constituției spaniole din 1812 să de către Fernando VII. În Spania, Riego s-a alăturat din nou armatei cu un grad de locotenent-colonel și a depus jurământul Constituției. În cei șase ani de absolutism care au urmat restaurării regelui Fernando VII, liberalii spanioli au dorit să restabilească Constituția spaniolă, pe care regele a desființat-o în mai 1814. Riego s-a alăturat francmasonilor și a colaborat cu liberalii în mai multe conspirații împotriva regelui, care nu au reușit. 

## Revolta de la 1820
În 1819, regele forma o armată de zece batalioane pentru a lupta în războaiele de independență spaniolo-americane . Riego a primit comanda batalionului asturian . După ce a ajuns la Cádiz, împreună cu alți ofițeri liberali, a început o revoltă la 1 ianuarie 1820, cerând revenirea Constituției din 1812. 
Trupele lui Riego au pornit prin orașele Andaluziei cu speranța de a începe o răscoală anti-absolutistă, dar populația locală a fost în cea mai mare parte indiferentă. Totuși, o răscoală a avut loc în Galicia și s-a răspândit rapid în toată Spania.  La 7 martie 1820, palatul regal din Madrid a fost înconjurat de soldați sub comanda generalului Francisco Ballesteros, iar la 10 martie, regele a fost de acord să restabilească Constituția. 

## Sfârșitul vieții
Noul guvern progresist l-a promovat pe Riego la feldmareșal și l-a făcut căpitan general al Galiției. La 8 ianuarie 1821 a preluat comanda în Aragon și s-a mutat la Zaragoza . La 18 iunie, s-a căsătorit cu vara sa, Maria Teresa del Riego y Bustillos. La 4 septembrie 1821, din cauza unei revolte republicane eșuate, a fost acuzat pe nedrept de republicanism și încarcerat. 
Totuși, popularitatea lui a crescut, iar manifestații au avut loc la Madrid, solicitând eliberarea lui. În martie 1822, a fost ales la Parlamentul Spaniei și, în cele din urmă, eliberat din închisoare. 

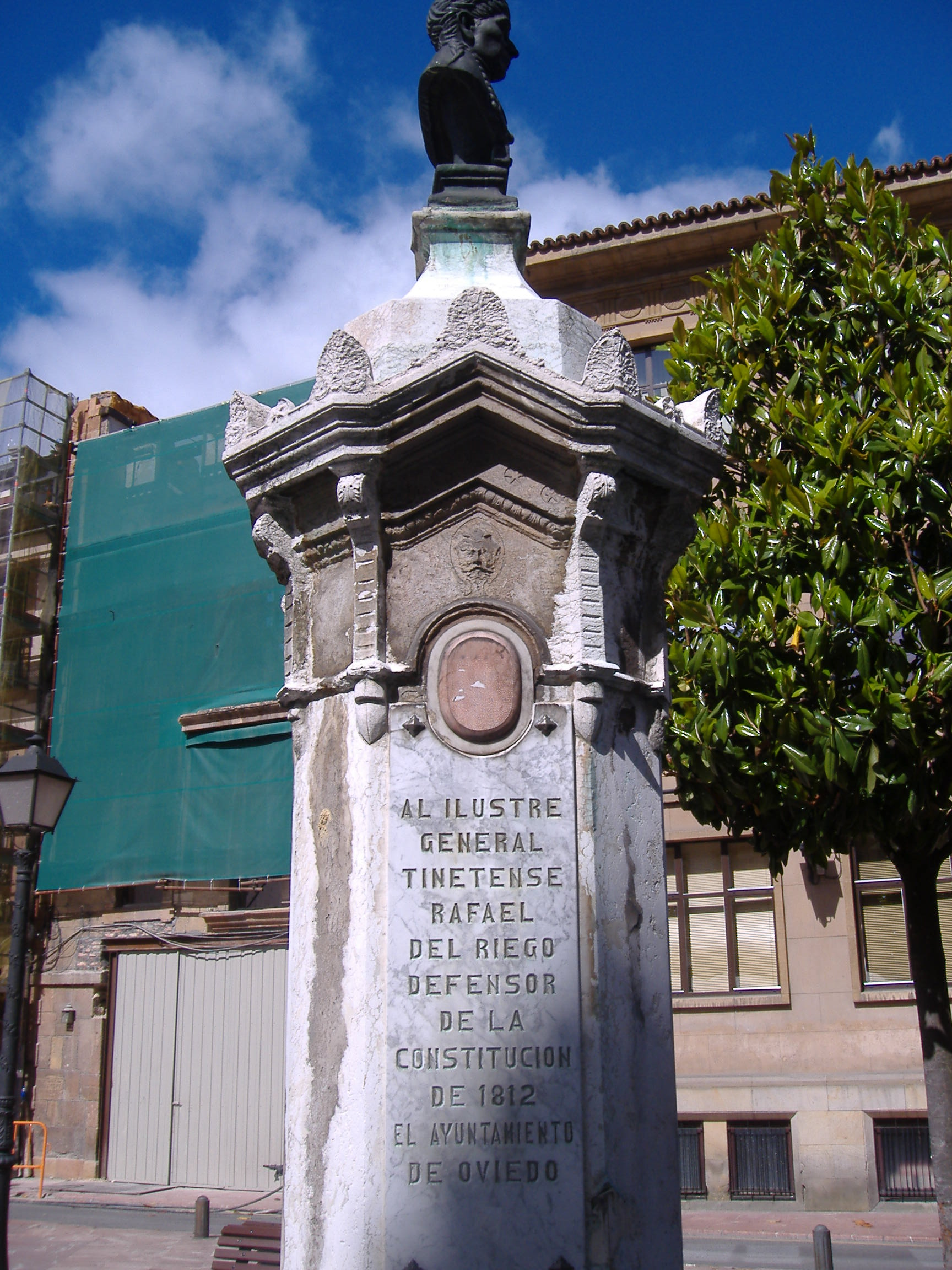
Rafael del Riego, statuie din Oviedo

În decembrie 1822, la Congresul din Verona, țările Alianței Quintuple au decis că o Spanie care se învecina cu republicanismul era o amenințare pentru echilibrul Europei, iar Franța a fost aleasă să forțeze restabilirea monarhiei absolute în Spania. 
La 7 aprilie 1823, armata franceză a trecut granițele. Riego a preluat comanda Armatei a Treia și a rezistat invadatorilor, precum și grupurilor absolutiste locale. La 15 septembrie a fost trădat și luat prizonier într-o moșie de țară din apropierea satului Arquillos, Jaén . A fost dus la Madrid. În ciuda cererii de clemență a regelui, Riego a fost găsit vinovat de trădare, deoarece a fost unul dintre membrii parlamentului care a votat în favoarea preluării puterii de la rege. La 7 noiembrie 1823, a fost spânzurat în Piața La Cebada din Madrid. 

## Memorie
El Himno de Riego, o melodie scrisă în onoarea lui Riego, a devenit imnul celei de-a Doua Republici Spaniole (1931-1939). În prezent portretul său este afișat în clădirea Parlamentului Spaniei  . 